# Barranc de Costa Cardiguera
El Barranc de Costa Cardiguera, és un barranc del terme de la Torre de Cabdella, dins de l'antic terme primigeni d'aquest municipi.
Es forma a les costes de llevant de la Serra de la Pala, al sud-est del Tossal de les Comes de Guiró, per la unió de diversos barrancs (entre ells el dels Rafelets). Després, baixa cap al sud-sud-est; quan és a prop i al nord-oest d'Astell, el seu curs canvia breument cap a l'est en trobar-se amb el barranc de les Forques, on s'origina el barranc del Mallo, el qual aflueix al cap de poc en el barranc del Solà.